# Photographic
Photographic este o piesă a formației britanice Depeche Mode. Piesa a apărut pe albumul Speak and Spell, în 1981.

## Some Bizarre Version
Photographic (Some Bizarre Version) este o piesă a formației britanice Depeche Mode. Piesa a apărut pe albumulus Some Bizarre Album, în 1981 i The Singles 81>85 (din 1998), in 1998.